# Jan David Pasteur (wethouder)
Jan David Pasteur (Breda, 29 juni 1815 - Doetinchem, 19 januari 1891) was een Nederlands notaris, wethouder en heemraad.
Pasteur werd geboren als zoon van Adrianus Anthonij Pasteur en Judith Elisabeth du Cloux. Op 15 juni 1844 werd hij benoemd tot notaris ter standplaats Doetinchem. Vanaf 1857 nam hij tevens zitting in de gemeenteraad van die stad. Later volgden nog verschillende bestuurlijke functies. Zo was hij tussen 1874 en 1889 wethouder van Doetinchem en tussen 1880 en 1888 heemraad van het Waterschap van de Oude IJssel.